# 伊賀弁
伊賀弁（いがべん）（伊賀方言）は、三重県の伊賀地方（旧伊賀国）で話されている日本語の方言である。近畿方言の一種であり、その中でも大阪弁や京言葉などと同じグループである中近畿式方言に含まれ、京言葉と類似する要素が多い一方、東近畿式方言の伊勢弁との類似点も見られる。アクセントは京阪式アクセント。便宜上三重弁と呼称される方言の一つ。

## 主な表現
| 表現                                    | 意味                                                                                     |
| あいさ                                  | 間                                                                                       |
| あじない                                | （食べ物が）まずい                                                                       |
| あらくたい                              | ひどい（無茶な）                                                                         |
| あらへん                                | 無い                                                                                     |
| あれっこわい                            | 「あれまあ」に相当する感動詞                                                             |
| あんじょう                              | 上手に                                                                                   |
| あんなあ～                              | あのねぇ                                                                                 |
| あんねん                                | あんなに                                                                                 |
| いがむ                                  | 歪む、曲がる                                                                             |
| いっしょくた                            | 一緒、同じ                                                                               |
| いぬる（終止形は「いぬ」をとる場合も）  | 帰る                                                                                     |
| いらう                                  | 触る                                                                                     |
| うちゃける                              | ひっくり返す                                                                             |
| うめる                                  | 水などを入れて温度を下げる                                                               |
| ええあんばいやな                        | いい天気だね                                                                             |
| ええがや                                | いいじゃないか                                                                           |
| えらい                                  | 疲れた                                                                                   |
| おおきに                                | ありがとう                                                                               |
| おしもん                                | 飴入り米粉の蒸し物                                                                       |
| おせて                                  | 教えて                                                                                   |
| おぞい                                  | ひどい                                                                                   |
| おちおち                                | ゆっくり、落ち着いて                                                                     |
| おちょこん                              | 正座                                                                                     |
| おっさん                                | 僧侶（「お」にアクセントを置いた場合）                                                   |
| おまん                                  | お前                                                                                     |
| おやすみなして                          | お休みなさい                                                                             |
| かいだるい                              | 疲れてだるい                                                                             |
| がさがさする                            | (子供が）落ち着きのない様子                                                              |
| かって（終止形は「かる」）              | 借りて                                                                                   |
| かど                                    | 家の前、庭                                                                               |
| からびんたん、かんぴんたん              | 乾き切っている                                                                           |
| かなん                                  | 嫌だ                                                                                     |
| かみぃあがって～（上ぃ上がって～）      | （家の室内に）入って～                                                                   |
| きばる                                  | 奮発する                                                                                 |
| きょうび                                | 近ごろ                                                                                   |
| ぐいち                                  | 食い違い                                                                                 |
| ぐれんぽ                                | （体操の）前転                                                                           |
| けつまづく                              | つまづく                                                                                 |
| げんじ                                  | クワガタ虫                                                                               |
| けんずい                                | 軽い食事                                                                                 |
| こしょばい                              | くすぐったい                                                                             |
| ごめんなして                            | ごめんください                                                                           |
| こんねん                                | こんなに                                                                                 |
| さいなら                                | さようなら                                                                               |
| さくい                                  | もろい                                                                                   |
| さくば                                  | 棘                                                                                       |
| さしこ                                  | おせっかい                                                                               |
| さっきんから                            | 先ほどから                                                                               |
| さぶい                                  | 寒い                                                                                     |
| しいな、しいさ                          | しなさい（「したら」位の軽い意味の場合も屡々ある）                                       |
| しなごい                                | すじ肉やスルメ等のように噛み切れない食感を差す （相当する標準語は存在しない）            |
| じべた                                  | 地面                                                                                     |
| すか                                    | はずれ                                                                                   |
| ずつない                                | 身体が辛い、苦しい                                                                       |
| せや                                    | そうだ                                                                                   |
| せやて                                  | そうだよ                                                                                 |
| せんど                                  | 何回も（「せんどなる」で「飽きた」という意味）                                           |
| そうかえ                                | そうかい                                                                                 |
| そやさけ、そやさかい                    | だから（接続詞）                                                                         |
| そやして                                | そうだってよ                                                                             |
| そやぞ、そやど                          | その通り                                                                                 |
| そやわて                                | そうなんだ                                                                               |
| そんねん                                | そんなに                                                                                 |
| ～だぁこ                                | ～（して）頂戴                                                                           |
| たあかり                                | 稲刈り                                                                                   |
| だだくさ                                | 粗雑な事                                                                                 |
| 食べさがし                              | 食べ残し                                                                                 |
| ちみる                                  | つねる                                                                                   |
| ちゃう                                  | 違う                                                                                     |
| ちゃんと                                | きちんと                                                                                 |
| ちょうず                                | 便所                                                                                     |
| ちょける                                | ふざける                                                                                 |
| つし                                    | 物置の屋根裏部屋                                                                         |
| つむ                                    | 混雑する                                                                                 |
| つる                                    | （机を）運ぶ                                                                             |
| であい                                  | 地区で行う草刈り等の共同作業                                                             |
| とごる                                  | 沈殿する                                                                                 |
| どんがめ                                | カメムシ                                                                                 |
| どもならん、どんならん                  | どうしようもない                                                                         |
| なおす                                  | 片付ける、元に戻す                                                                       |
| ながたん                                | （菜切り）包丁                                                                           |
| なんば                                  | トウモロコシ                                                                             |
| なんや～                                | なんだ～                                                                                 |
| ぬくたい                                | 暖かい                                                                                   |
| はしかい                                | （喉が）咳き込む、（背中が）むずがゆい、特に稲刈り後の籾の粉塵が服の中に入ってかゆいこと |
| はた                                    | 近く                                                                                     |
| ぱっぱ                                  | おんぶ                                                                                   |
| （はらが／おなかが） おっきい／おおきい | （お腹が）いっぱい、満腹                                                                 |
| ひやわい                                | 狭い路地（伊賀南部）、母屋と離れの間（伊賀北部）                                         |
| ひんなか                                | 一日中                                                                                   |
| へつる                                  | （食事の）一部を取って食べる、つまみ食い                                                 |
| へばつく、へばりつく                    | くっつく                                                                                 |
| まくれる                                | 転ぶ、（階段を）踏み外す                                                                 |
| まわり                                  | 仕度、準備                                                                               |
| もろた                                  | 頂いた、もらった                                                                         |
| ～や                                    | ～だ、～である                                                                           |
| ～やろか                                | ～だろうか                                                                               |
| ～やなー                                | ～だねえ                                                                                 |
| ～やないか                              | ～じゃないか                                                                             |
| ～やろまいか                            | ～でしょう                                                                               |
| ～やわさ                                | ～だよ、～なのだよ                                                                       |
| やわこい                                | 柔らかい                                                                                 |
| やんか                                  | （物を）あげようか？                                                                     |
| ゆるい                                  | 簡単、容易                                                                               |
| ようけ                                  | たくさん                                                                                 |
| よばれる                                | ご馳走になる                                                                             |
| よさり                                  | 夜                                                                                       |
| よっぽど                                | 余程                                                                                     |
| よぼる                                  | 叫ぶ・離れた人を声を出して呼ぶ                                                           |
| わがと（自分と）                        | 自分で（～する）                                                                         |
| わや                                    | めちゃくちゃ                                                                             |